# Ulágčny Char núr
Ulágčny Char núr, někdy nazývané jen Char núr, což znamená Černé jezero, (mongolsky Улаагчны Хар нуур) je jezero v Zavchanském ajmaku na západě Mongolska. Vyplňuje údolí v pohoří Changaj východně od Kotliny Velkých jezer. Má rozlohu 84,5 km². Je 29,3 km dlouhé a průměrně 3,5 km široké (maximální šířka je 6,6 km). Průměrnou hloubku má 20 m a maximální 47 m. Celkový objem vody je 1,654 km³. Leží v nadmořské výšce 1980 m.